# Asota venalba
Asota venalba là một loài bướm đêm trong họ Erebidae.